# Chips Keswick
Sir John Chippendale Lindley Keswick, dit Chips Keswick, né à Londres le 2 février 1940 et mort le 17 avril 2024, est un banquier d'affaires britannique et membre de la famille Keswick qui contrôle Jardine Matheson, société fondée par William Jardine. Il est président du club de football d'Arsenal de juin 2013 jusqu'à sa retraite en mai 2020.

## Biographie

### Jeunesse et éducation
Faisant partie de la dynastie des affaires de la famille Keswick, Chips Keswick est le fils de Sir William Keswick (1903–1990) et de Mary Lindley, et le petit-fils d'Henry Keswick. Il étudie au collège d'Eton et à l'université d'Aix-Marseille.

### Carrière
Chips Keswick est président de Hambros Bank de 1986 à 1998[Pas dans la source] [Pas dans la source], notamment lors de la tentative de rachat de The Co-operative Group par Andrew Regan.
Il est administrateur de l'Arsenal Football Club à partir de novembre 2005 et président à partir d'août 2013, lorsqu'il a succédé à Peter Hill-Wood, jusqu'à sa retraite en mai 2020,.

### Vie privée
Chips Kewsick épouse Lady Sarah Ramsay, fille du 16e comte de Dalhousie, en 1966. Ils ont trois fils : David, Tobias et Adam.
Il est membre des clubs de gentleman White's du City University Club. Il soutient les « Affaires pour Sterling[Quoi ?] », et siège au conseil d'administration des donateurs corporatifs au Parti conservateur. En décembre 2013, le groupe pro-syndical Better Together a publié les noms des personnes qui ont fait des dons importants à leurs fonds, et Chips Keswick s'est révélé avoir fait don de 23 000 £ à cette campagne électorale.
Il est un propriétaire passionné de chevaux de course  et également  chasseur.
Le frère aîné de Chips Keswick, Henry, et son frère cadet, Simon Keswick, sont président et directeur de Jardine Matheson Holdings.